# アクアモデル
アクアモデル (Acqua Models) とは、東京都港区にあるモデルエージェンシー、芸能プロダクション。外国人モデル、タレント、ナレーターなどのマネジメント及び管理業務などを行なっている。所属モデルは、ファッションモデル、キッズモデル、シニアモデル、ハーフモデル、ライフスタイルモデルなど。2000名以上のモデルが活動している。

## 概要
外国人モデル事務所として設立。外国人モデル、外国人ナレーターのマネジメントのエージェント業務を行う。来日する外国人がモデル活動を行う事務所の一つである。ファッションモデル、ハーフモデル、ライフスタイルモデルを中心にマネージメントを行い、近年では日本人モデルにも力を入れている。
資生堂、パナソニック、ユニクロ、アディダス、Netflix、コム・デ・ギャルソンなど様々なクライアントにモデル、タレント、俳優などをブッキングしている。

## 所属モデル
- 志摩マキ
- メクダシ・カリル
- シェリー・スゥエニー
- クララ・ボダン
- シンシア・チェストン
- ジェリー・ピーチ
- ソフィ・すみれ

## かつて所属していたモデル
- ロマ・トニオロ